# Rolf Straubel
Rolf Straubel (né en 1951) est un historien allemand.

## Biographie
Depuis 1978, Rolf Straubel publie des articles sur l'histoire et l'histoire personnelle de la Prusse brandebourgeoise. Il est titulaire d'un doctorat et d'une habilitation et est membre de la Commission historique de Brandebourg (de). Il est actuellement collaborateur de projet avec Dietmar Grypa (de) à l'Institut d'histoire (histoire moderne et contemporaine, histoire régionale bavaroise) de l'Université de Wurtzbourg.

## Publications
- Der Berliner Polizeidirektor und das Textilgewerbe der brandenburgisch-preußischen Residenz, 1984 (Dissertation).
- Kaiser, König, Kardinal. Deutsche Fürsten 1500–1800, Leipzig 1991 (Hrsg. mit Ulman Weiss).
- Preußische Manufakturen, Bayreuth 1994.
- Kaufleute und Manufakturunternehmer, Stuttgart 1995.
- Frankfurt (Oder) und Potsdam am Ende des Alten Reiches, Potsdam 1995.
- Beamte und Personalpolitik im altpreußischen Staat, Potsdam 1998.
- Carl August von Struensee. Preußische Wirtschafts- und Finanzpolitik im ministeriellen Kräftespiel (1786–1804/06), Potsdam 1999.
- Adlige und bürgerliche Beamte in der friderizianischen Justiz- und Finanzverwaltung. Ausgewählte Aspekte eines sozialen Umschichtungsprozesses und seiner Hintergründe (1740–1806). BWV Berliner Wissenschafts-Verlag (de), Berlin 2010,  (ISBN 978-3-8305-1842-6).
- Er möchte nur wissen, daß die Armee mir gehöret. Friedrich II. und seine Offiziere, 2012 (Rezension von Manfred Backerra).
- Biographisches Handbuch der preußischen Verwaltungs- und Justizbeamten 1740–1806/15, München, K.-G. Saur, coll. « Historische Kommission zu Berlin, Einzelveröffentlichungen Band 85 », 2009 (ISBN 978-3-598-23229-9)Vorwort von Klaus Neitmann (Auszüge)
- Zwischen monarchischer Autokratie und bürgerlichem Emanzipationsstreben, Berlin 2012.
- Friedrich Christoph von Goerne (1734–1817), Berlin 2014.
- Grundbesitz und Militärdienst: Kurzbiographien pommerscher Offiziere (1715 bis 1806). 2021. (Auszüge)